# 에다무라 쓰토무
에다무라 쓰토무(일본어: 枝村 勉, 1933년 2월 28일 ~ 2020년 10월 4일)는 일본의 전 프로 야구 선수이다. 가나가와현 가마쿠라시 출신이며 현역 시절 외야수로 활약했다.

## 인물
가마쿠라가쿠엔 고등학교를 거쳐 와세다 대학에 진학했다. 대학 시절 도쿄 6대학 야구 리그에서 4차례의 우승을 경험했는데 기무라 다모쓰, 이시이 렌조 등 두 명의 에이스를 거느리고 1954년 추계 리그 우승에 큰 기여를 했다. 도쿄 6대학 야구 리그 통산 67경기에 출전하여 208타수 48안타, 타율 2할 3푼 1리, 2홈런, 24타점을 기록했다.
1955년 다이에이 스타스에 입단하여 개막전에서 1번 타자 겸 우익수로 기용됐는데 이 경기에서 홈런을 때려냈다. 그해 여름에 컨디션이 떨어졌지만 55경기에 선발 출전했다. 프로 2년째인 1956년 7월부터 3번 타자로 발탁돼 시즌 121경기에 출전했다. 이듬해 1957년에는 주로 5번 타자로 기용되면서 올스타전에도 첫 출전했지만 타격면에서 침체를 겪었다. 1958년에 대학 시절의 은사였던 모리 시게오가 구단 사장으로 있는 다이요 웨일스로 이적했지만 이렇다 할 만한 활약을 보여주지 못하고 1960년을 끝으로 현역에서 은퇴했다.
친가에서는 찻집을 운영하고 있어서 은퇴 후에는 이를 물려받아 운영하고 있었다. 2020년 10월 4일에 향년 87세의 일기로 사망했다.

## 상세 정보

### 출신 학교
- 가마쿠라가쿠엔 고등학교
- 와세다 대학

### 선수 경력
- 다이에이 스타스·다이에이 유니온스(1955년 ~ 1957년)
- 다이요 웨일스(1958년 ~ 1960년)

### 개인 기록
- 올스타전 출장 : 1회(1957년)

### 등번호
- 5(1955년 ~ 1957년)
- 10(1958년 ~ 1960년)

### 연도별 타격 성적
| 연 도      | 소 속      | 경 기 | 타 석 | 타 수 | 득 점 | 안 타 | 2 루 타 | 3 루 타 | 홈 런 | 루 타 | 타 점 | 도 루 | 도 루 자 | 희 생 번 | 희 생 플 | 볼 넷 | 고 4 | 사 구 | 삼 진 | 병 살 타 | 타 율 | 출 루 율 | 장 타 율 | O P S |
| ---------- | ---------- | ----- | ----- | ----- | ----- | ----- | ------- | ------- | ----- | ----- | ----- | ----- | -------- | -------- | -------- | ----- | ---- | ----- | ----- | -------- | ----- | -------- | -------- | ----- |
| 1955년     | 다이에이   | 77    | 228   | 207   | 16    | 40    | 3       | 0       | 2     | 49    | 15    | 4     | 3        | 1        | 1        | 18    | 0    | 1     | 30    | 7        | .193  | .261     | .237     | .498  |
| 1956년     | 다이에이   | 121   | 416   | 387   | 30    | 93    | 17      | 3       | 4     | 128   | 40    | 10    | 6        | 2        | 3        | 21    | 0    | 3     | 59    | 6        | .240  | .285     | .331     | .615  |
| 1957년     | 다이에이   | 118   | 354   | 326   | 43    | 69    | 15      | 2       | 9     | 115   | 36    | 5     | 3        | 2        | 4        | 19    | 1    | 3     | 73    | 7        | .212  | .261     | .353     | .614  |
| 1958년     | 다이요     | 17    | 26    | 25    | 1     | 1     | 1       | 0       | 0     | 2     | 0     | 0     | 0        | 1        | 0        | 0     | 0    | 0     | 7     | 0        | .040  | .040     | .080     | .120  |
| 1959년     | 다이요     | 61    | 111   | 101   | 6     | 20    | 2       | 0       | 1     | 25    | 8     | 0     | 0        | 1        | 0        | 9     | 0    | 0     | 15    | 2        | .198  | .264     | .248     | .511  |
| 1960년     | 다이요     | 23    | 27    | 26    | 2     | 2     | 0       | 0       | 0     | 2     | 1     | 0     | 0        | 1        | 0        | 0     | 0    | 0     | 7     | 1        | .077  | .077     | .077     | .154  |
| 통산 : 6년 | 통산 : 6년 | 417   | 1162  | 1072  | 98    | 225   | 38      | 5       | 16    | 321   | 100   | 19    | 12       | 8        | 8        | 67    | 1    | 7     | 191   | 23       | .210  | .261     | .299     | .560  |